# Легердорф
Легердорф (њем. Lägerdorf) општина је у њемачкој савезној држави Шлезвиг-Холштајн. Једно је од 112 општинских средишта округа Штајнбург. Према процјени из 2010. у општини је живјело 2.598 становника. Посједује регионалну шифру (AGS) 1061061, NUTS (DEF0E) и LOCODE (DE LAE) код.

## Географски и демографски подаци
Легердорф се налази у савезној држави Шлезвиг-Холштајн у округу Штајнбург. Општина се налази на надморској висини од 8 метара. Површина општине износи 6,0 km². У самом мјесту је, према процјени из 2010. године, живјело 2.598 становника. Просјечна густина становништва износи 436 становника/km².

## Међународна сарадња
| Мјесто   | Држава | Врста сарадње | Од    |
| -------- | ------ | ------------- | ----- |
| Семпопол | Пољска | партнерство   | 1993. |
| Извор    |        |               |       |